# Hilaire Lannoy

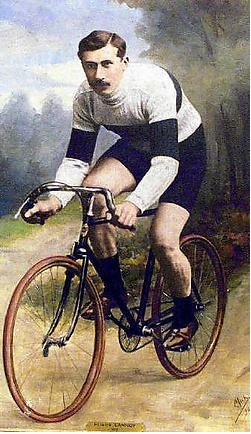
Hilaire Lannoy op een schilderij uit 1912.

Hilaire Lannoy (Kuurne, 14 januari 1887 - Kortrijk, 28 december 1984) is een gewezen Belgische renner en stichter van het bedrijf Novy, heden bekend als producent van elektrische keukenapparatuur.

## Producent van fietsen
In 1907 begon de gewezen wielrenner met een fietshandel in de Meensestraat in Kortrijk. Vanaf 1914 fabriceerde hij zelf fietsen onder het merk Yonnal, de omgekeerde familienaam. Na de Eerste Wereldoorlog breidde Lannoy dit uit met de invoer van fietsen uit Frankrijk en Engeland. De fietsenactiviteit bleef behouden tot in 2007. Vanaf 1920 had men toegelegd op de productie van eigen bakfietsen, motorfietsen en bromfietsen onder de merknaam Novy. Maar ook deze activiteit werd in 1964 beëindigd, mede door de opkomst van het individueel autoverkeer en de Japanese concurrentie.
Ondertussen was zijn bedrijf in 1965 gestart met de aanmaak van dampkappen. Het gamma werd geleidelijk aan uitgebreid met kookplaten, grills, spoeltafels, ovens, ijskasten, diepvriezers en vaatwassers.
De onderneming werd na zijn dood verder geleid door zijn zonen Maurice (1911-1982) André (1914-2010) en Werner (1929-2010) en later de kleinkinderen. Het is thans gevestigd in Kuurne en stelt 150 mensen tewerk, het wordt geleid door iemand die buiten de familie staat. Maar nakomelingen van de vierde generaties staan mee aan het roer.

## Extener links
- Hilaire Lannoy op de Wielersite
- Website Novy